# Canthocamptus fontinalis
Canthocamptus fontinalis is een eenoogkreeftjessoort uit de familie van de Canthocamptidae. De wetenschappelijke naam van de soort is voor het eerst geldig gepubliceerd in 1880 door Rehberg.